# Tvångsförflyttningar av skotska högländare

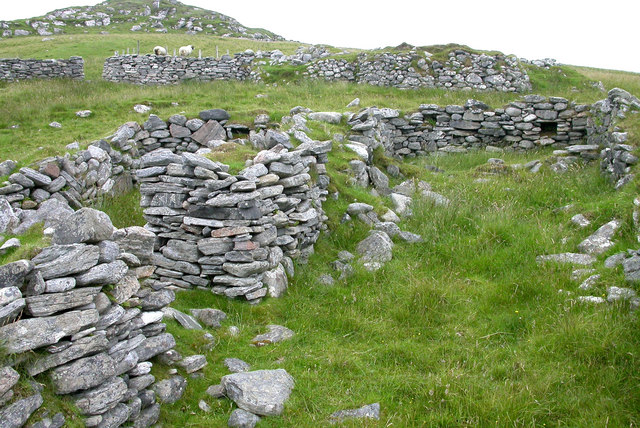
Rester av bebyggelsen på ön Fuaigh Mòr i Loch Roag, som "rensades upp" från sina invånare år 1841 och har använts som betesmark till får alltsedan dess.

Tvångsförflyttningar av skotska högländare (skotsk gaeliska: Fuadach nan Gàidheal, med betydelsen "gälernas fördrivning"; engelska: Highland Clearances) var en serie tvångsförflyttningar av ett stort antal landbor i de skotska högländerna under 1700- och 1800-talet. De genomfördes som en fortsättning på politiken av inhägnader av allmänningar och skiftet från odlingsjordbruk till  fåruppfödning, en agrar revolution som till stor del genomdrevs av den jordägande arvsadeln i Skottland. Tvångsförflyttningarna ägde rum under mer än ett hundra år. En "clearance" har definierats som "en avhysning av alla familjer bosatta inom ett och samma område, exempelvis från en däld, på en och samma gång".
Tvångsförflyttningarna möjliggjordes genom att landbornas rätt att bruka jorden och de villkor som detta skulle ske på inte var lika rättsligt definierade i Skottland som i England. I det senare landet gällde för många bönder så kallad "copyhold", ett system med ärftlig åborätt. De skotska bönderna i höglandet åtnjöt inte motsvarande skydd och kunde skaffas ur vägen tämligen lätt. Den samlade effekten av tvångsförflyttningarna, tillsammans med den omfattande frivilliga utvandringen som ägde rum under samma tidsperiod, gjorde att Skottlands kulturlandskap till stora delar ödelades. Den gaeliska kulturen fick ett förödande slag och mycket av den tillintetgjordes.
Deportationerna ledde till att ett betydande antal högländare utvandrade neråt landets kuster eller till det skotska låglandet, åter andra sökte sig ännu längre bort, till Nordamerika, Australien och Nya Zeeland. Idag bor många fler högländarättlingar i dessa länder än i själva Skottland.

## Ekonomisk och social bakgrund

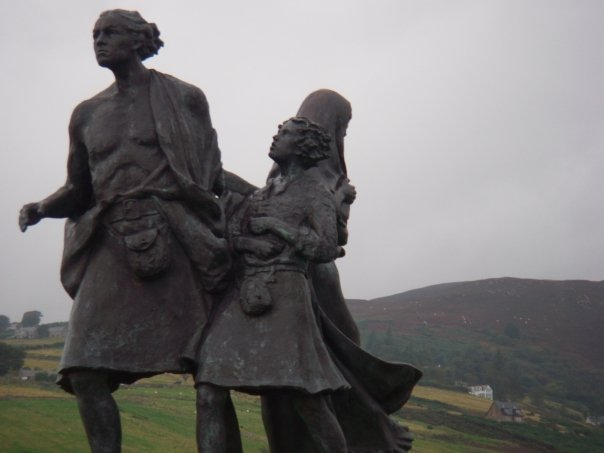
Monumentet över de fördrivna i Helmsdale

Bakgrunden till tvångsförflyttningar var s.k. inhägningar av allmänningarna som började i England redan under senare delen av 1400-talet och tog fart under 1500- och 1600-talen. De innebar att nyttjanderättigheter till mark i allmänningarna som dittills brukats av bönder gemensamt drogs in till förmån för privata brukare, som slog ihop flera mindre lotter till en större, omgärdade dem med inhägnad och började nyttja marken mer intensivt. En tid senare började samma processer äga rum i det skotska låglandet, något som har kallats "Lowland Clearences", enligt analogin med de senare tvångsförflyttningar av högländare. I höglandet levde det halvfeodala klansystemet bland de gaelisktalande befolkningen kvar ännu  på 1700-talet, som fördröjde liknande utveckling där. Klanhövdingen hade förpliktelser inför klanen, bland annat att företräda dess intressen, vilket ålade honom skyldigheten att se till att jorden förblev till förfogande för de brukare som tillhörde klanen. När inhägningar ändå kom igång i höglandet uppstod en bitterhet som dröjde sig kvar hos ättlingar till dem som blev tvungna att utvandra eller bo kvar på torp i anslutning till bara mindre bördig eller otillräcklig jord.

### Förändringar i klansystemet
Med början i det sena 1500-talet började en utveckling där klanhövdingar i allt högre utsträckning förvandlades till godsägare och började se sig som herrar över sina klanfränder, snarare än deras ledare. De började föda upp får för att sälja ullen i låglandet i stor skala. Klansystemet möjliggjorde utnyttjandet av fattigare klanmedlemmar i ett system som liknade dagsverke i andra europeiska länder med livegenskap.

### Förföljelser av jakobiter
Under jakobitupproren (1648–1746) sökte den brittiska regeringen att "tygla" de klaner som stödde Jakob VII och andra pretendenter till tronen ur huset Stuart. En synnerlig våg av repressalier följde slaget vid Culloden, som var det sista stora försöket stuartarna undertog för att återta tronen. I och med denna våg stiftades flera lagar som förbjöd högländarna att inneha svärd och bära tartan-mönstrade kiltar som visade klantillhörigheten. Samtidigt lagstiftade man bort den traditionella klanorganisationen som gav hövdingar formell suverän makt över klanen. Hur strängt man genomdrev dessa förbud i praktiken var olika från klan till klan beroende hur man uppfattade enskilda klaner i fråga om deras faktiska delaktighet eller benägenhet till uppror. Dock blev den övergripande följden att den traditionella klanorganisationen och det sociala stödsystemet som baserades på små jordbrukssamhällen förstördes.  

## Fårens år
En våg av massutvandring inföll under året 1792 och kom att bli känt bland gaelisktalande högländare som Bliadhna nan Caorach ("Fårens år"). Adelsherrar sökte frigöra land från dess invånare för att göra plats till fårbetning. Detta år inledde de arrenderande landborna en protestaktion i Strathrusdale genom att köra iväg fler än 6000 får från betesmarkerna runt Adrross. Denna protest ägnades stor uppmärksamhet på högsta ort i Storbritannien, så till den grad att inrikesministern Henry Dundas fick ärendet på sitt bord. Han såg till att 42:a Infanteriregementet, som även kallades Black Watch ("Svarta vakten") och bestod av högländare ur klaner lojala mot den brittiska överheten, sattes in mot upproret. Truppen skingrade protestaktionen och tog förgrundsgestalterna i förvar för att de senare skulle lagföras. Dessa förklarades skyldiga av rätten men rymde senare från häktet och försvann.
Människor ur områden där protesterna förekom förflyttades till torp på obördig mark eller skickades till små bondgårdar i kustområden där jordbruket inte kunde göda dem. Det förväntades att de skulle ta upp fiske som sin nya huvudnäring.  Väderförhållandena var så karga i byn Badbea i landskapet Caithness i Skottlands nordöstra hörn, att de arbetande kvinnorna var tvungna att binda både barn och fä vid stenar eller stolpar för att de inte skulle blåsas ner över klippkanterna. Åter andra fördes raka vägen till båtarna som skulle ta dem över till Amerika eller Australien.  

## Tvångsförflyttningar i 1800-talets början
Den andra, brutalare, fasen av tvångsförflyttningarna började i början av 1800-talet. De mest ökända exemplen kommer från adelsherrarnas försök att utnyttja de nya ekonomiska förhållandena till sin fördel genom att avhysa de landbor som inte inbringade tillräcklig inkomst från deras mark för att istället använda den till fårbeten, anlagda skogar för hjortdjursjakt eller turism. Två enskilda förflyttningar som har dokumenterats bäst var de som genomfördes av godsförvaltaren Patrick Sellar efter påbud från grevinnan av Sutherland (George Leveson-Gowers gemål), samt ”upprensningar” i Glencalvie som bevittnades och dokumenterades av tidningen London Times’ reporter. 1807 påbörjade hertig av Sutherlands agenter avhysningarna genom att tvinga 90 familjer att flytta 32 kilometer bort neråt kusten från dälden de upptog. Där skulle de avhysta familjerna bo under bar himmel tills de hade byggt nya stugor åt sig. Hertigen planerade att öppna kolgruvor, saltgårdar, sillfiskeri samt tegel- och kakelbruk vid sidan av huvudnäringen fårskötsel. 
Flera andra avhysningar ägde rum mellan 1811 och 1820 på jorden som hörde under hertigen av Sutherland. Godsförvaltaren Sellar övervakade personligen vräkningar av dem som protesterade mot att bli förflyttade. Han såg också till att bränna hemman för att förhindra att de boende skulle återvända.
Arrendatorerna behandlades i allmänhet i enlighet med det lagstadgade förfarandet, exempelvis underrättades de vanligtvis om den förestående avhysningen tre månader i förväg. Dock visade många ovilja att ge sig av, tredskades och fick vräkas med våld. Metoderna för vräkning var ibland hårda även för det tidiga 1800-talet.

## Återspegling i litteraturen
Karl Marx levde i Storbritannien när tvångsförflyttningarna nådde sin kulmen i mitten av 1850-talet. Han beskriver "röjningen av godsen" i första bandet av Kapitalet, där han väver in dem i det historiska sammanhanget av övergången från det senfeodala samhället i dess sista fästen till modern kapitalism: 
"Rovet av kyrkogodsen, det bedrägliga avyttrandet av statsegendomarna, stölden av allmänningarna, förvandlingen av feodalegendom och klanegendom till modern privategendom, hänsynslösa övergrepp och terror - allt detta utgör den ursprungliga ackumulationens idylliska metoder. Dessa metoder erövrade jorden åt det kapitalistiska jordbruket, införlivade jorden med kapitalet och skaffade städernas industri den nödvändiga tillgången på rättslösa proletärer."